# 黒田悠介
黒田 悠介（くろだ ゆうすけ、1985年5月28日 - ）は、日本の実業家、フリーランス研究家、顧問業、著作家。

## 経歴
2004年3月 私立城北高等学校 卒業。4月 東京大学理科一類 入学。2006年04月 東京大学文学部行動文化学科心理学専攻 進学。2008年03月 卒業、学士（心理学）。4月 株式会社ドゥ・ハウス 入社。
2010年10月 株式会社サイバーマーケティング 入社。2012年01月 株式会社G&B設立、代表取締役。2013年08月 スローガン株式会社　入社。2015年08月 フリーランス（ディスカッションパートナー）として活動。
2017年2月 日本最大級フリーランスコミュニティ「Freelance Now」創立。11月 議論メシ（オンラインコミュニティ）創立。
2020年01月 フリーランス株式会社 取締役会長に就任。
2021年02月 ライフピポット自著・リリース。作家として活躍する。

## メディア出演
TV
- ワールドビジネスサテライト